# Josef Rupp (Politiker, 1885)

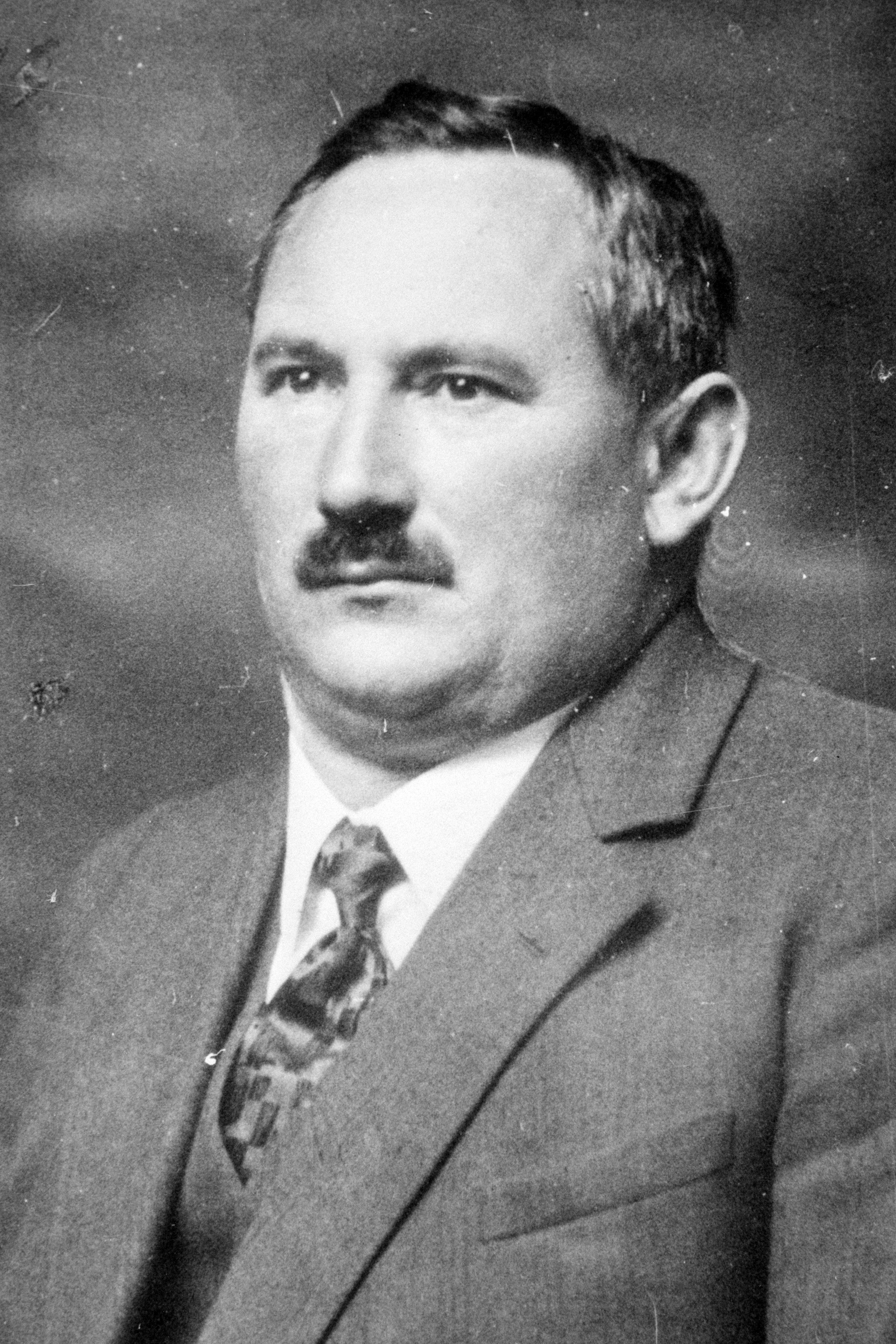
Landtagsabgeordneter Josef Rupp senior (1885–1962)

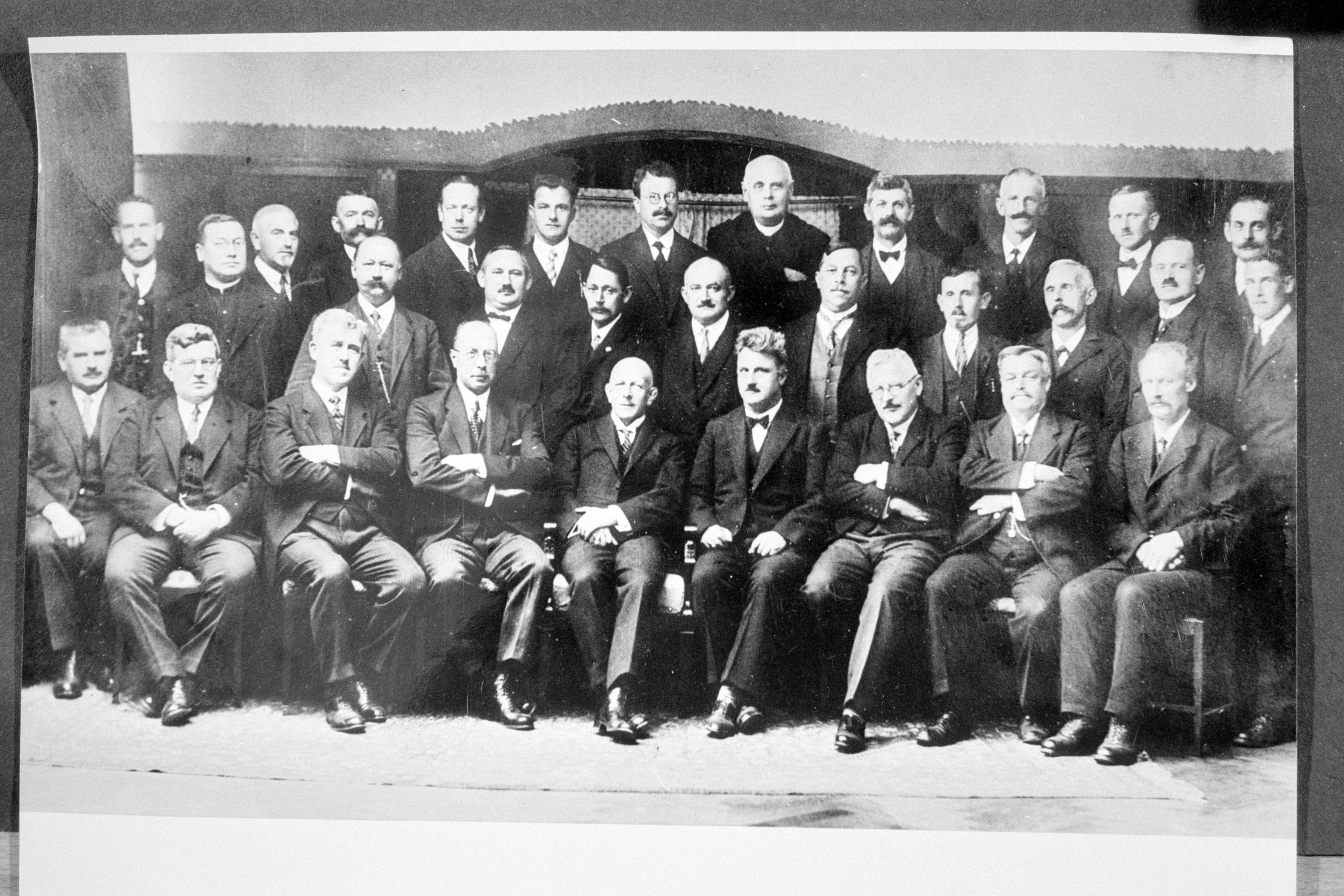
Josef Rupp als Abgeordneter zum XIII. Vorarlberger Landtag (2. Reihe, 3. von links)

Josef Rupp (* 30. Jänner 1885 in Fußach; † 26. Juli 1962 in Lochau) war ein österreichischer Unternehmer (Käsehersteller, Milchproduktehändler und Landwirt) und Politiker (CSP). Während des Nationalsozialismus wurde er gezwungen, ein von ihm in Lochau errichtetes Käseschmelzwerk an die Vorarlberger Genossenschaft „Alma“ zu verkaufen. In einem zwischen 1947 und 1949 durchgeführten Rückstellungsverfahren wurde dieser Verkauf als Entziehung bewertet, er erhielt das 1938 verkaufte Schmelzwerk 1950 zurück.

## Leben
Josef Rupp war der drittälteste von acht Söhnen des Landwirtes und Käsehändlers Peter Rupp. Er machte zwischen 1898 und 1900 eine Lehre als Käser und Senn in Rucksteig bei Möggers in der Sennerei Bantel. Als Untersenn sparte er die Mittel zusammen, die es ihm ermöglichten, 1907 eine Molkereischule im schweizerischen Rütti-Zollikofen zu besuchen und wurde als selbständiger Käser im Allgäu tätig. 1908 mietete er eine Sennerei in Möggers, bald darauf übersiedelte er nach Schwarzenberg und produzierte Emmentaler nach Schweizer Art, den er mit Erfolg auf dem Wiener Markt absetzte. 1912 übernahm er die als Musterbetrieb geführte Landes-Käserei-Schule in Doren im Bregenzerwald. Unter seiner Leitung warf das Unternehmen bald Gewinne ab. 1914 wurde er zum Kriegsdienst eingezogen, allerdings auf Betreiben der Vorarlberger Landesregierung bald wieder freigestellt. Neben der Käsereischule wurde ihm die Kriegsbewirtschaftung für Käse, Butter und Milch übertragen. Rupp organisierte eine „gerechte“ Ablieferung durch die Erzeuger und eine „gerechte“ Verteilung an die Konsumenten. Er besuchte laufend sämtliche Alpen- und Talsennereien des Landes und überblickte in dieser Position die gesamte Milchverwertung und -wirtschaft. Nach dem Kriegsende übersiedelte Rupp nach Lochau und übernahm hier die Landwirtschaft seines Schwiegervaters Engelbert Kohler. Er begann Milch von weiteren Sennereien aufzukaufen und betrieb neben der Käse- und Buttererzeugung auch einen Handel mit Milchprodukten.
1931 erwarb er die Molkerei Bregenz und finanzierte außerdem in Hörbranz eine moderne Emmentaler-Käserei, die er fortan in Pacht betrieb. Immer bedeutender wurde für Rupp das Exportgeschäft. Zwischen 1932 und 1938 exportierte Rupp zwischen 60.000 und 70.000 kg Emmentaler jährlich nach Frankreich, USA, Deutschland, Italien, England, Belgien, Syrien, Marokko und Norwegen. Vor allem im Ausland entstand eine Nachfrage nach Schmelzkäse, die Rupp zunächst durch andere Fabriken in Blockform herstellen ließ. Da die Kooperation mit seinen Partnern jedoch nicht befriedigend war, entschloss er sich, 1937 auf dem Grundstück einer stillgelegten Waschmittel-Fabrik in Lochau, die er 1933 erworben hatte, ein eigenes Schmelzwerk zu errichten.
1938 wollte er dieses Werk eröffnen. Mit der Molkerei in Bregenz (ca. zehn Mitarbeiter), seiner Käserei samt Käsehandel (ca. 20 Mitarbeiter) und einer großen Landwirtschaft (ca. 25 Hektar) Lochau bei Bregenz erhoffte er sich entsprechende Synergie-Effekte. Rupp hatte außerdem in Hörbranz, wo er mit den Bauern einen Milchkaufvertrag abgeschlossen hatte, seit 1931 eine Käserei und Sennerei gepachtet. Seine wirtschaftliche Position hatte er mit politischem Engagement kombiniert: Zwischen 1923 und 1932 saß Rupp als Abgeordneter der christlichsozialen Partei im Vorarlberger Landtag und war im Finanz- und Landwirtschaftsausschuss tätig. Damit verbunden war die Tätigkeit als Verwaltungsrat der Vorarlberger Landeselektrizitäts-AG, der Vorarlberger Kraftwerke AG und der Pfänderbahn AG. Seit 1928 war er für die Christlichsoziale Partei in der Gemeindevertretung von Lochau, 1929–1938 Bürgermeister. 1932 hatte er allerdings sein Landtagsmandat zurückgelegt und gab die damit verbundenen Funktionen auf, blieb allerdings weiterhin Bürgermeister von Lochau und war ab 1933 als Funktionär der Vaterländischen Front tätig. Außerdem war er Zunftmeister der Molkereiinnung und Mitbegründer des Vorarlberger Molkerei- und Käsereiverbandes. Es war daher kein Zufall, dass sich eines der politisch motivierten Attentate der illegalen Nationalsozialisten gegen ihn richtete: Am 10. November 1933 zerstörte ein Sprengkörper die Einrichtung seines Büros, verletzt wurde glücklicherweise niemand.
Die Genossenschaft Alma, die als Herstellerin von Schmelzkäse eine Konkurrentin von Rupp war, hatte vergeblich versucht, eine Bewilligung für ein Schmelzwerk in Bregenz zu erlangen. 1938 nutzten die leitenden Funktionäre der Genossenschaft die politische Konstellation, um Josef Rupp unter Druck zu einem Kauf zu bewegen. Rupp wurde kurzfristig inhaftiert, bedroht und musste – wie damals üblich – eine hohe Summe von 10.000 Schilling an die NSDAP zahlen. Seine Versuche, den Verkauf zu verweigern, scheiterten. Er verkaufte das Schmelzkäsewerk schließlich um 290.000 Schilling.
Seine Versuche, das ihm abgepresste Schmelzkäsewerk wieder zurückzubekommen, stieß bei vielen auf Unverständnis. Viele ÖVP-Politiker und Bauernkammerfunktionäre standen nun auf der Seite der „Alma“, deren Leitungsebene 1945 selbstverständlich entnazifiziert worden war. 1947 brachte Rupp nach dem 3. Rückstellungsgesetz einen Restitutionsantrag ein, der schließlich dazu führte, dass er ab 1950 sein Schmelzkäsewerk in Betrieb nehmen konnte. Ein entsprechendes Erkenntnis hatte klargestellt, dass bei dem Verkauf von 1938 die Regeln des redlichen Verkehrs nicht eingehalten worden waren und es sich um eine Vermögensentziehung gehandelt habe. In einem Vergleich hatte Rupp gleichwohl zugestimmt, dass die Genossenschaft „Alma“ das Werk bis zur Errichtung eines neuen Betriebes noch mitbenutzen durfte.
Zwischen 1945 und 1954 war Rupp wieder Mitglied der Gemeindevertretung in Lochau, 1953 wurde er zum Kommerzialrat ernannt und 1959 zum Ehrenbürger der Gemeinde Lochau. Josef Rupp war seit 1916 mit Rosa Kohler (geb. 1894, gest. 1976), Tochter des Hirschenwirtes Engelbert Kohler, verheiratet und hatte gemeinsam mit ihr vier Töchter und zwei Söhne. Nach 1945 war er Vorstandsmitglied der Landesgruppe Vorarlberg der Vereinigung Österreichischer Industrieller.
Seine Nachkommen haben sein Unternehmen zu einem großen Lebensmittelunternehmen ausgebaut, die Rupp AG, das 2008 etwa 380 Mitarbeiter beschäftigte und 2018 schon 630.